# Jan Birkelund
Jan Birkelund (født 10. november 1950, død 28. februar 1983) var en norsk fodboldspiller (forsvarer).
Birkelund startede sin karriere hos Skeid, og skiftede i 1977 til Lillestrøm. Hos Skeid var han med til at vinde den norske pokalturnering i 1974, mens det hos Lillestrøm blev til ét mesterskab i 1977, samt to pokaltitler i henholdsvis 1977 og 1978.
Birkelund spillede spillede desuden 33 kampe for Norges landshold som han debuterede for 6. juni 1973 i en venskabskamp mod Irland.
Birkelund stoppede sin karriere i 1978 da han blev diagnosticeret med en hjertefejl. Han døde fem år senere af et hjertetilfælde.

## Titler
Tippeligaen
- 1977 med Lillestrøm

Norsk pokalturnering
- 1974 med Skeid
- 1977 og 1978 med Lillestrøm